# 臺灣鹽業史

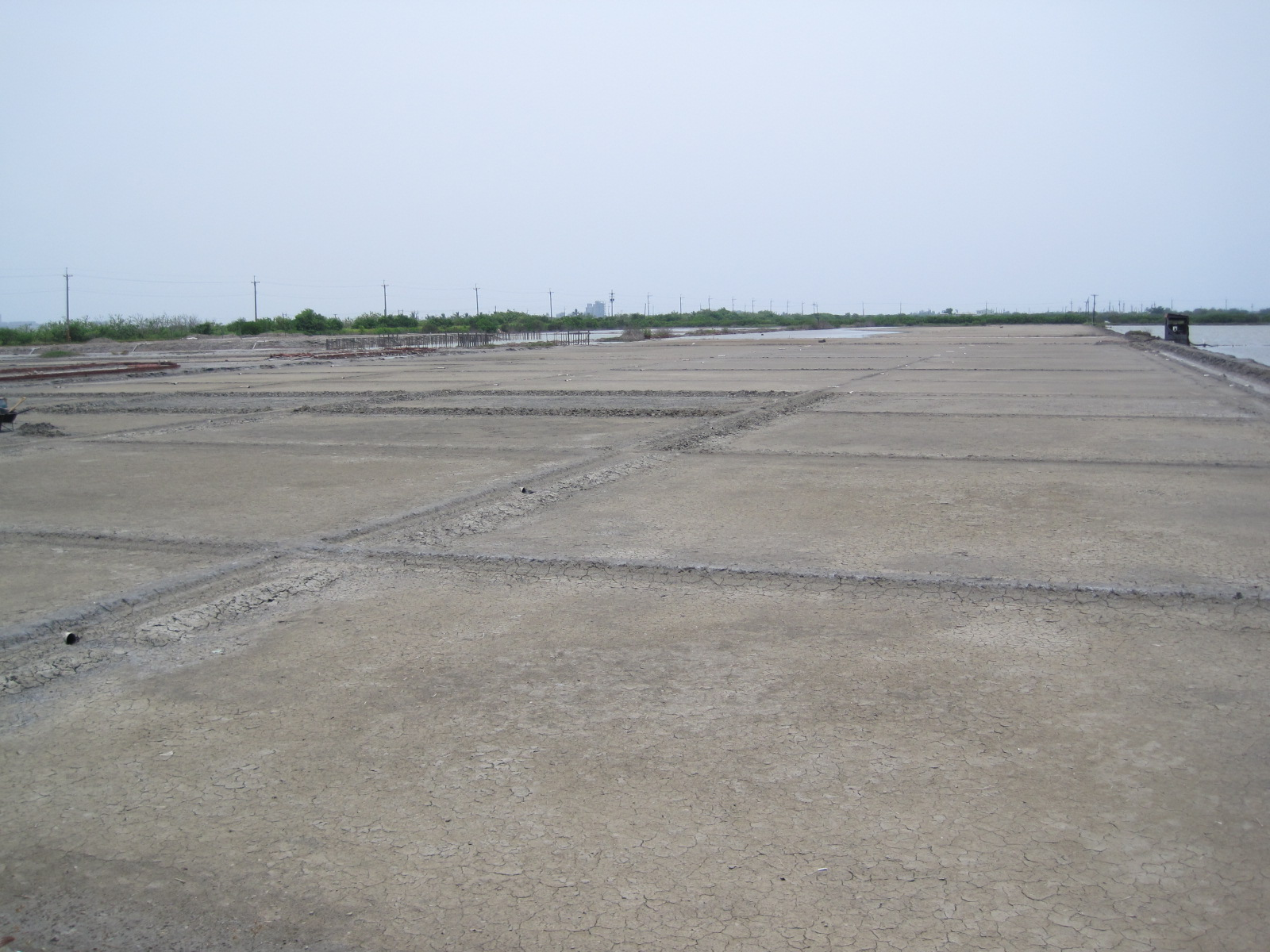
臺南市安南區的安順（四草）鹽田

臺灣鹽業史始於何時已不可考，最初僅為居民各自煮海水為鹽，後來荷蘭東印度公司一度想要引入曬鹽技術在臺產鹽，但因所產之鹽品質欠佳，故此時期臺灣所需用鹽仍從中國大陸進口，直到明鄭時期陳永華「改煎為曬」，重建「瀨口鹽田」（今臺南市南區鹽埕里南側），才開啟了臺灣到民國九十一年（2002年）為止三百多年的鹽業史。臺南縣政府與臺鹽公司為此曾於2002年7月27、28日在當時尚未開幕的臺灣鹽博物館舉辦「再會吧！咱的鹽田！」紀念活動:247。不過臺灣的天日晒鹽雖然不再是產業脈絡下的「產業鹽」，但後來轉化成文化觀光、消費脈絡下的「文化鹽」:251，自2003年南寮鹽田生態文化村（1996年停晒）與北門井仔腳鹽田（2001年停晒）的復晒開始延續臺灣的天日晒鹽歷史:252。

## 史前及荷西時期

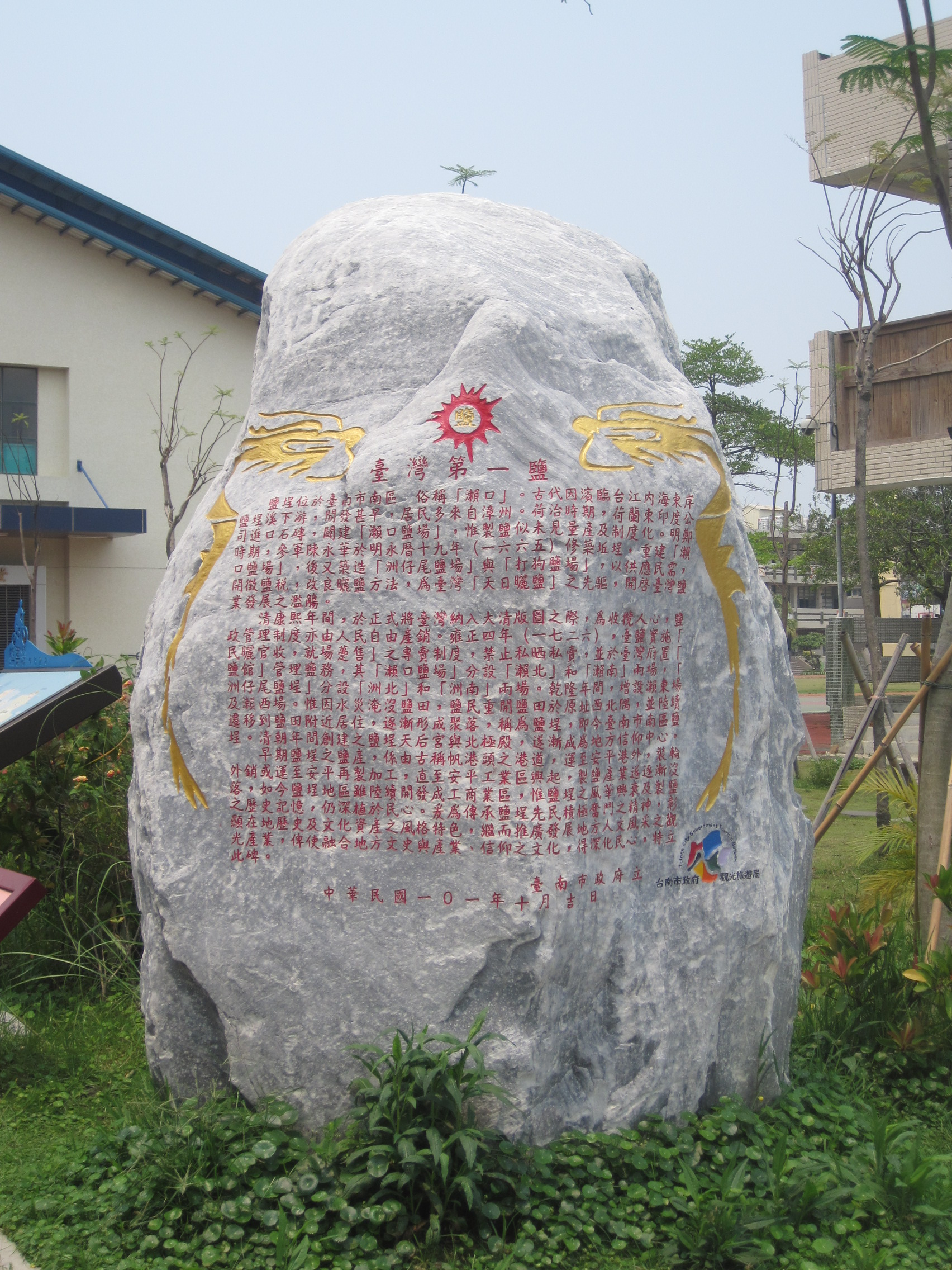
紀念瀨口鹽場為臺灣最早鹽場的「臺灣第一鹽」碑

臺灣製鹽始於何時已不可考，不過據汪大淵所著《島夷志》與陳第之所著的《東番記》來看，在荷西時期之前臺灣沿海地帶的居民取得鹽的方式主要是直接用火煮海水取鹽，或是以鹿皮鹿角等物與來自中國大陸的商人貿易，至於不住在沿海地帶的居民，則以食用「山鹽青」或熬煮含有鹽分的鹽泉水來取得鹽。
後來進入荷西時期後，荷蘭東印度公司曾在1648年5月從中國大陸進口闢建鹽埕格（結晶池）所需的20擔碎石，開闢了瀨口鹽場，但是因為所產出來的鹽苦澀不堪，無法得到市場認同，因此一直到荷蘭統治結束，臺灣所需鹽除了本地居民自行煮海為鹽外，便是自中國大陸進口。而在買賣方面，1624年到1644年是自由交易狀態，荷蘭的大員商館僅有對進口食鹽抽約一成的稅，其餘事物並未介入，而從1644年荷蘭人征服虎尾壠社後，開始採行「贌」制，是由贌商包辦進口食鹽運至各社的販售事宜，可說是一種「包稅專賣制」。

## 明鄭
1661年，鄭成功攻下臺灣後，因為清朝實施海禁政策，所以來臺的鄭軍只好積極拓墾農地，此外在明永曆十九年（1665年），明鄭參軍陳永華更教民修築坵埕，重建荷蘭人放棄的瀨口鹽田並改良晒鹽方法，即淋滷曬鹽法，之後又開闢了「洲仔尾鹽田」（今臺南市永康區）與「打狗鹽田」（今高雄市鹽埕區鹽埕庄）。三個鹽田總計有2744個埕格，由人民自行產銷，政府只對鹽埕格的面積徵每一平方丈7錢的「鹽埕餉」，一年約收入3480兩銀。此一時期臺灣的鹽田主要是採用「淋鹵式」鹽田，與後來的「曬鹵式鹽田」生產流程不同。而因為陳永華成功引入了曬鹽技術，故視1665年為臺灣「天日曬鹽」的開端，此後直到民國九十一年（2002年）5月臺鹽關閉所有曬鹽場為止，天日曬鹽一直是臺灣產鹽的主要方式。

## 清朝

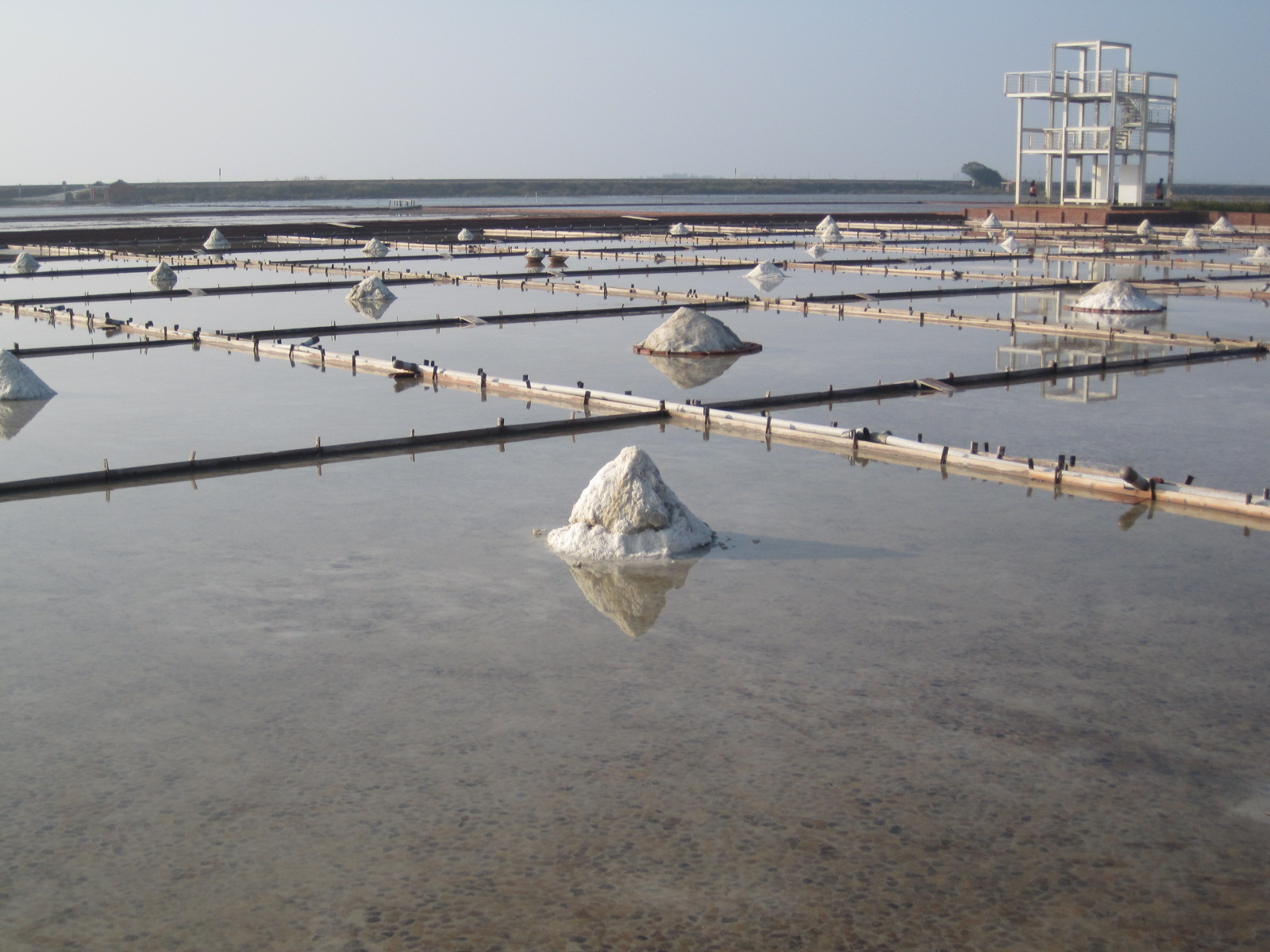
井仔腳瓦盤鹽田（第三代瀨東場所在地）

清康熙二十二年（1683年）臺灣被清軍攻下後，於隔年正式將臺灣納入大清版圖，此時臺灣現有的三處鹽田——瀨口、洲仔尾與打狗鹽田——仍由人民自由產銷，但是因為清朝將大量明鄭遺民遷回中國大陸，導致全臺鹽田的埕格面積頓時減少三成，直到康熙三十三年（1694年）減免三成的鹽埕餉後，臺灣鹽田埕格數才回到明鄭末年的規模。而在清朝統治初期，由於人口的激增，導致鹽市場供需失調，價格不穩，最後終於在雍正四年（1726年）在臺頒布鹽制，宣布臺灣的鹽業實施專賣制度，禁止人民私晒私賣。
實施專賣制度後，在臺灣府設置有「鹽館」來管理鹽務，控制鹽田面積與產量。面積方面，以明鄭時期的鹽田埕格總數為準，採取「移新補舊，統仍原格」的辦法；產量方面，則以每人年用量7.8公斤為準來計算；至於收購價，則以雍正四年（1726年）的場價為標準，經久不變。
後來臺灣人口逐漸成長，到了19世紀初的嘉慶年間已達到178萬多人，不過雖然此時期已開墾有洲南場、洲北場、瀨北場、瀨南場、瀨東場、瀨西場等鹽場，但埕格數仍控制在2744格。而為了滿足市場需求，只能提高單位產量，於是自嘉慶三年（1798年）開始，臺灣的晒鹽方式開始從「淋鹵式」改為「晒鹵式」。使用這種生產方法的鹽田，是由「水坵」（蒸發池）與「坵盤」（結晶池）所組成，又名「晒水式鹽田」或「瀨口式鹽田」。而到了道光四年時，臺灣府城鹽商吳尚新在負責遷建洲南場到今嘉義布袋時，改良了原本的瀨口式鹽田，將其結構改成「磚瓦埕」（結晶池）、「土埕」（小蒸發池）、「水埕」（大蒸發池）與「鹵缸」，減少了因臺灣常有的間歇性降雨帶來的風險，為各鹽場所仿效。不過雖然鹽產大增，卻因收購價仍維持已與市價有數倍差距的舊標準，導致私鹽氾濫和官鹽的滯銷，也有晒戶停止晒鹽令鹽田廢棄，最後使得鹽埕餉嚴重短收。
到了同治七年（1868年），基於財政需要將鹽的專賣從「就場專賣制」改成「就倉專賣制」，但因效果不彰，劉銘傳在臺北設鹽務總局後於光緒十二年（1886年）又改成「官銷式專賣制」，但因為官鹽收購價與市價有巨大差距，所以私鹽氾濫的情形一直沒有改善。而在臺灣於光緒二十一年（1895年）割讓給日本時，臺灣還留有面積總計640甲的洲南場、洲北場、瀨北場、瀨南場、瀨東場等五座鹽場。

### 鹽場變遷

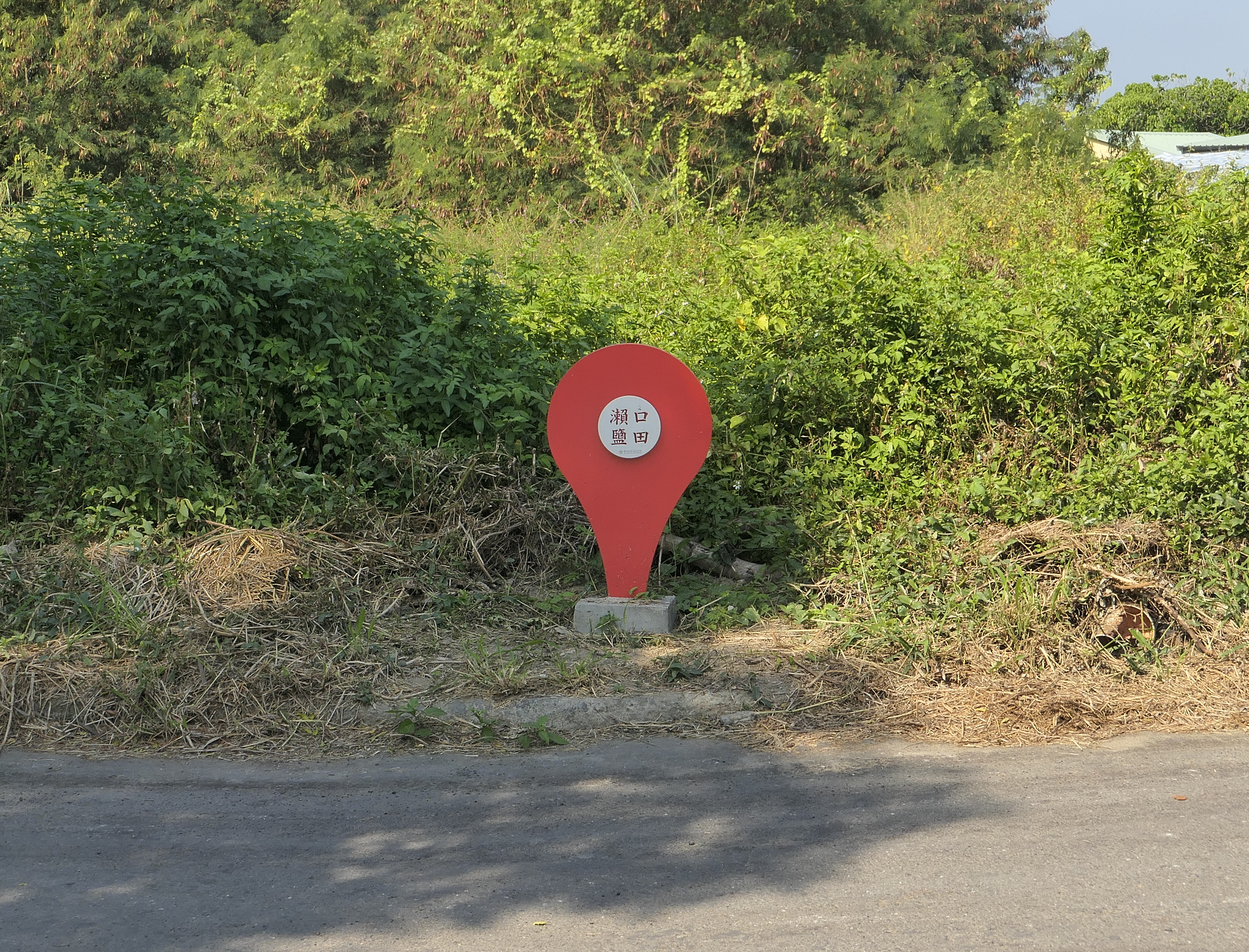
瀨口鹽田紀念樁

在清朝臺灣史料記錄中，共出現過七個鹽場名稱，但是這些鹽場有時因為受到海水暴潮或河川改道等影響，而得另尋他處遷建，因此不同時期的同名鹽場可能其實是位在不同的地點。
| 鹽場名 | 第一代 | 第二代                                                                                             | 第三代                                                                                             |
| 瀨北場 | （1665年－1750年）位於今臺南市南區鹽埕與喜樹間，即明鄭時的瀨口鹽田。於清雍正四年（1726年）時因在瀨口庄北邊而改稱瀨北場。毀於洪水。                                                                                           | （1750年－1971年）位於今臺南市南區白雪里與光明里，為臺灣壽命最長的鹽場。現為安平工業區與新興國宅社區。 | |
| 瀨南場 | （1670年左右－1735年）位於今高雄市鹽埕區鹽埕庄，即明鄭時的打狗鹽田。於清雍正四年（1726年）時改稱瀨南場。毀於洪水。 | （1735年－1914年）位於今高雄市鹽埕區鹽埕埔，因日治時期的高雄港建設而廢晒。                           | |
| 瀨東場 | （1756年－1800年）位於今高雄市小港區大林蒲，毀於洪水。 | （1800年－1818年）位於今臺南縣佳里鎮龍安里西北外渡頭，毀於洪水。                                   | （1818年－2000年）位於今臺南縣北門鄉永華村，遷至此處後持續產鹽至民國時期，為臺灣現存最古老的鹽場。 |
| 瀨西場 | （1756年－1858年）位於今高雄市彌陀區鹽埕里（頂鹽埕）、光和村（下鹽埕）、過港及下寮一帶，為來自第二代瀨南場的鹽民所開墾。雖然官方記載是瀨西場，但因彌陀鄉彌壽宮執事牌上寫著「瀨南場」之名而導致有人誤認其為瀨南場。毀於洪水。 | | |
| 洲北場 | （1666年－1758年）位於今臺南市永康區蔦松里，為明鄭時的洲仔尾鹽田的一部分。於清雍正四年（1726年）實施鹽專賣制度時，以新港溪（今鹽水溪）為界，北邊部分改稱洲北場。毀於洪水                                                     | （1758年－1845年）位於今臺南縣七股鄉大寮、埔頂一帶，毀於洪水。                                     | （1848年－2000年）位於今臺南市北門區北門里（舊埕村）一帶。                                         |
| 洲南場 | （1666年－1788年）位於今臺南市永康區鹽洲里，為明鄭時的洲仔尾鹽田的一部分，於清雍正四年（1726年）實施鹽專賣制度時，以新港溪（今鹽水溪）為界，南邊部分改稱洲南場。毀於洪水。                                                   | （1788年－1823年）位於今臺南縣七股鄉鄉公所南邊鹽埕地、頂看坪、下看坪、十一份（破埕尾）一帶。       | （1824年－2001年）位於今嘉義縣布袋鎮新厝仔西側。                                                   |
| 大田場 | （1784年－1786年）位於今嘉義縣布袋鎮，毀於林爽文事件中。之後未復建。 | | |

## 日治

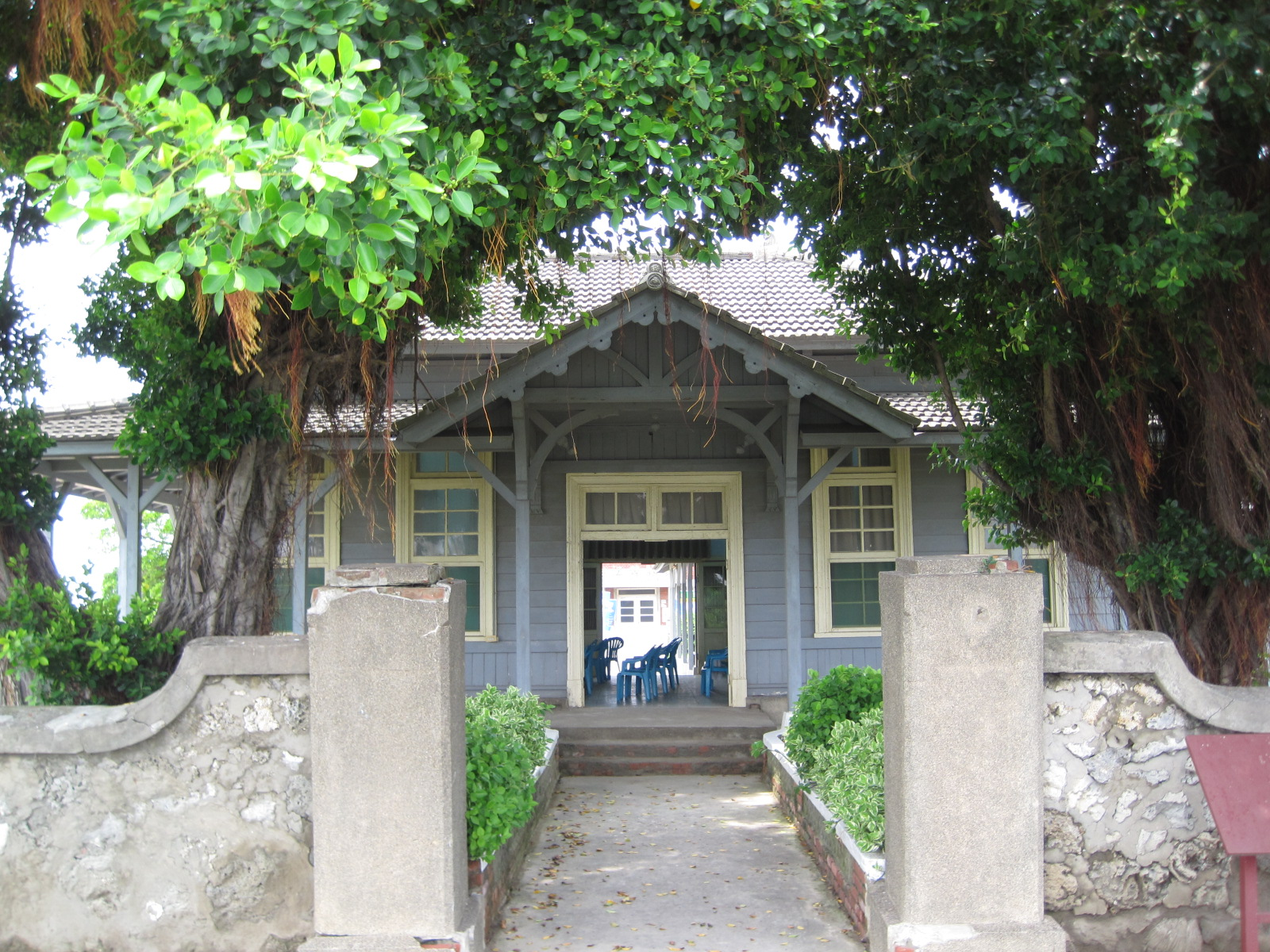
日治時期在今臺南市安南區所設的安順鹽分室。

1895年6月日本開始統治臺灣，最初臺灣總督府認為專賣容易舞弊，所以在該年7月便廢除了專賣制度，但因為這一改變過於突然，導致臺灣原有的鹽業銷售網瞬間瓦解，鹽產無法順利銷售，鹽民大多轉業而使鹽田廢晒。當時鹽田面積由割臺之初的640甲銳減到剩203甲，臺灣本土產量不足的部分只能向日本與中國大陸進口。直到明治三十二年（1899年）4月，臺灣總督府採納了辜顯榮的建議，頒布「臺灣食鹽專賣規則」，恢復專賣制度。而在恢復專賣制度的兩年後（1901年），臺灣鹽田面積恢復到清朝的規模，並且有能力向日本出口鹽。
明治三十五年（1902年），臺灣總督府設置專賣局來管理各項專賣事務，而為了供應日本的工業用鹽，此時臺灣總督府開始了第二期鹽田增闢計畫，鼓勵資本家投資興建鹽田，僅在十餘年內全臺鹽田面積便增加到1685甲，鹽產量則在大正三年（1914年）超過十萬公噸，而兩年後又高達17萬公噸，且外銷鹽有十萬公噸。這一時期臺灣的鹽業生產除了傳統家庭鹽場式的「業主自晒」（日本稱「自作」）與「佃戶贌晒」（日本稱「小作」）外，也有會社所有的法人鹽場。佃戶贌晒在佃租繳納方式上分成「分益租佃制」（步分小作）與「定額租佃制」（年極小作），前者是按照契約所載的分帳比例來將收獲分配給雙方，而後者是依照土地面積來決定租金，不會因收穫量有所變動；會社的鹽場多半採用「分益租佃制」將鹽田租給佃戶。

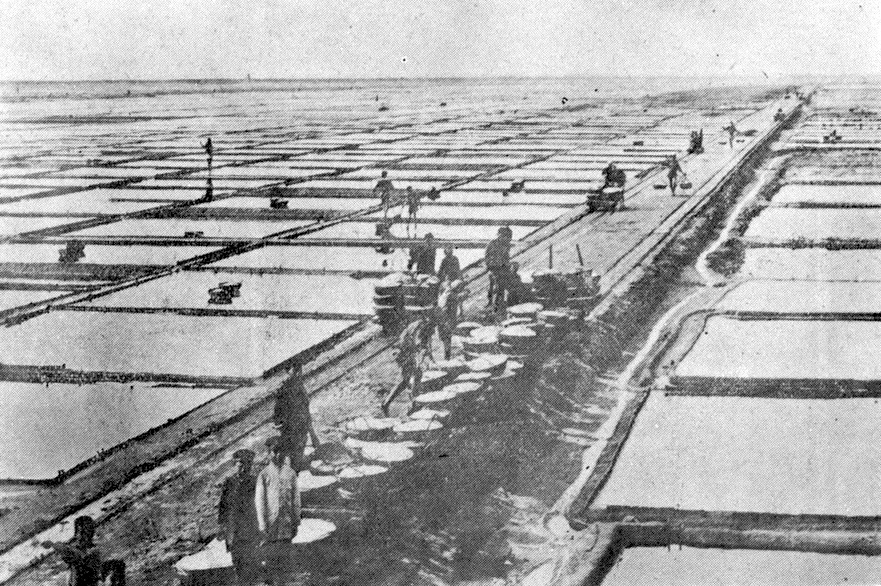
專賣局鹽田一景

而在第一次世界大戰期間，隨著日本工業發達，工業用鹽的需求亦增，於是臺灣總督府專賣局決定在臺建設新式鹽業，而在大正八年（1919年）7月成立「臺灣製鹽株式會社」，負責生產「煎熬鹽」，而大日本鹽業株式會社則負責食鹽輸往日本的業務。1930年代，因日本化學工業興起，又進一步增加工業用鹽的需求，專賣局遂在昭和十一年（1936年）制定以45萬公噸工業用鹽為目標的新鹽田四年興建計畫，致力於鹼氯工業。而在此同時，昭和十二年（1937年）起規定食鹽只能是「洗滌鹽」與「煎熬鹽」，而一般晒鹽只能供工業使用。此外在昭和十年（1935年）舉辦始政四十周年記念臺灣博覽會時，由於鹽業是臺灣總督府相當重視的產業，展覽會中鹽業亦有一席之地，除展出各類鹽製品外，並有鹽田模型介紹天日鹽田、製鹽狀況及煎熬鹽工場的概念。
昭和十三年（1938年）6月創立了南日本鹽業株式會社，同年11月該公司獲准在嘉義布袋、臺南七股與高雄烏樹林開闢共6000甲工業用鹽田。而昭和十七年（1942年）日本鐘淵曹達株式會社在臺成立鐘淵曹達會社，並在臺南安順設廠，並於隔年開闢鹽田供應原料。這時臺灣鹽田共有6830甲，產量達到53萬公噸。此外臺灣總督府原本還打算在七股發展鹼氯工業，但因太平洋戰爭爆發而宣告失敗。另一方面，從昭和十六年（1941年）為因應臺灣總督府鹽業一元化政策，日方開始強制併購家庭鹽場鹽田和其他小型會社鹽田，最後臺灣鹽業被日資的臺灣製鹽、南日本鹽業及鐘淵曹達三間會社壟斷。

## 民國

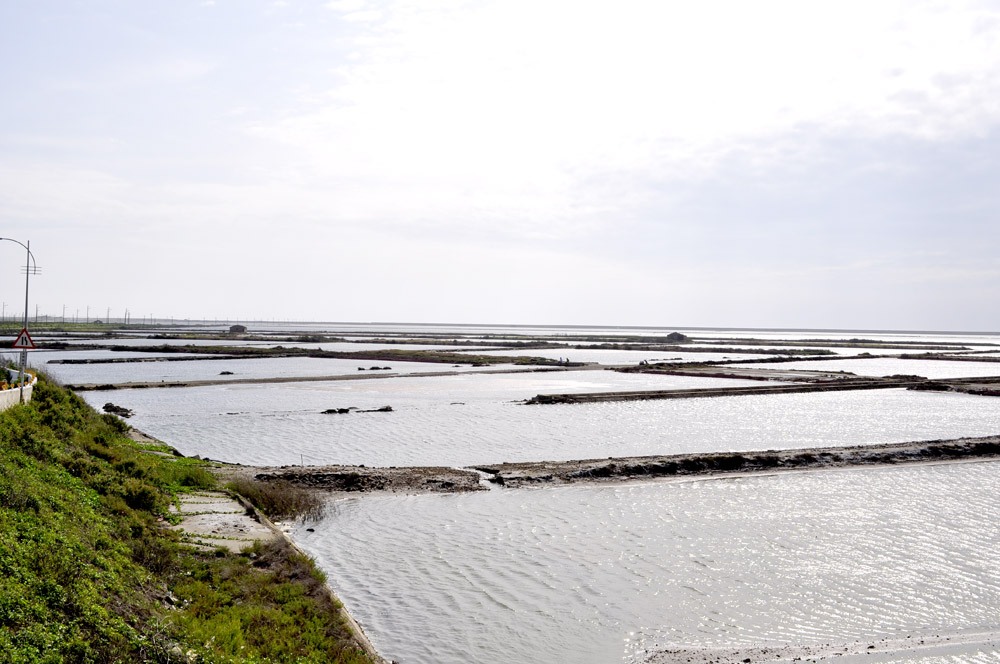
七股鹽場扇形鹽田——民國時期唯一一個新開闢的鹽田（鹽灘）

民國卅六年（1947年）1月，臺灣省行政長官公署專賣局接收了日本人在臺所有的鹽業資產，並成立「臺南鹽業公司」繼續專賣制度。之後經過數次組織變革調整，臺灣製鹽與南日本鹽業株式會社的鹽田在民國四十一年（1952年）被臺灣製鹽總廠接收，設置六大鹽場（鹿港、布袋、北門、七股、臺南、高雄），而鐘淵曹達會社的四草鹽田則為鹼業公司接收，臺灣鹽業自此進入了國營時期。另外戰後日本對臺灣鹽仍有需求，故臺灣省鹽務局與日本貿易廳在民國卅九年（1950年）3月24日簽訂「臺鹽銷日合約」，總額36萬噸:309。而在戰後不久，臺灣在民國四十年（1951年）與四十二年（1953年）分別實施的三七五減租與耕者有其田政策對鹽民也產生了影響，遂提出了「曬者有其田」的口號，要求和農民一樣擁有自己的鹽田，但最後因政府認為鹽田與農田不同，視鹽業為一種「集體的工業」，而後為避免爭議，將「鹽田」改寫為「鹽灘」，「鹽民」則改寫為「鹽工」。於此同時，由於來自美國的援助，在鹽業方面有經費投入改善鹽民的生活，並改善興建鹽業設施，例如鹽場的鐵路運輸網便是在民國四十一年（1952年）接收美援後才得進行改善並將各鹽場串連起來，民國四十三年（1954年）更與臺糖與臺鐵的鐵路串連，形成了三鐵的聯運系統。
從二次大戰後一直到民國六十九年（1980年）間，雖然陸續關閉了鹿港及臺南等低產能鹽場，但臺灣鹽田面積與產量整體趨勢是上昇的。在民國五十一年（1962年）時首次超越日治時期的水平，隔年總產量達到56萬公噸，遠超過國內需求，便大量出口。其中最主要的出口對象就是日本，在民國四十二到五十五年間（1953年－1966年），每年平均對日本出口鹽20萬公噸，但五十六年（1967年）起因臺灣逐漸工業化，停止出口晒鹽，全部供應臺灣內部需求。
民國六十九年（1980年）是臺灣鹽田面積與產量的歷史顛峰，但這時的產量也只夠供應臺灣工業用鹽需求的30%，而此時臺灣鹽受到國外鹽「質高價廉」的挑戰，遂開始試圖改善鹽田結構，從原本的「淺鹵薄晒」改為「深鹵厚晒」以配合鹽田機械化，具體措施包括民國六十八年（1979年）的布袋第三工區新鹽田、隔年與法國米第公司合作，於七十三年（1984年）引入該公司的收鹽機，後來又先後引進與之配合的履帶搬運車，但自國外引進的搬運車與先前臺鹽自行研發的皮帶輸送機無法適應臺灣的鹽場環境，直到民國七十八年（1989年）才由七股鹽場員工林允定設計出容量10公噸的「抬高式履帶搬運車」，最初雖未被重視，但測試及修改後製造的原型車經實驗後發現與收鹽機配合良好，且有效地提升效率、將收鹽單位成本自72元降到37元，遂由當時臺鹽總經理光華將此機具命名為「允定號」，正式採用。
然而最後受限於臺灣的氣候，臺鹽試圖降低生產成本提高競爭力的計畫還是失敗，於民國九十一年（2002年）5月關閉了所有的鹽場，畫上臺灣338年曬鹽史的休止符。同年11月官股退出臺鹽公司，臺鹽轉型成民營公司，同時也廢除了鹽的專賣。而在停止曬鹽的生產後，臺灣的曬鹽改向國外進口，食鹽則仍由位在臺灣苗栗縣通霄鎮的精鹽廠（通霄精鹽廠，1975年興建）利用離子交換膜電析法採鹵，再運用真空式蒸發罐法煮鹽精製而成。